# AdvancED
AdvancED 是一个位于美国的非盈利非政府机构，主要职责为对美国及国际间中小学进行教育认证。AdvancED 于2006年由美国两家最大的全国性教育认证机构 —— 北中高校协会下属教育认证和教育改进委员会（英語：NCA CASI）和南方高校协会下属教育认证和教育改进委员会（英語：SACS CASI） —— 合并而成。2012年，西北认证委员会加入 AdvancED
。该机构的总部位于佐治亚州的阿尔法勒特和亚利桑那州的坦佩。
在2011年末，AdvancED 的年报显示接受 AdvancED 教育服务的院校超过27000所，其中包括3000所院校未被教育认证但接受 AdvancED 的教育改进服务
。